# Lobbach
Lobbach är en kommun i Rhein-Neckar-Kreis i regionen Rhein-Neckar i Regierungsbezirk Karlsruhe i förbundslandet Baden-Württemberg i Tyskland. 
Kommunen bildades 31 december 1974 genom en sammanslagning av kommunerna Lobenfeld och Waldwimmersbach.
Kommunen ingår i kommunalförbundet Elsenztal tillsammans med kommunerna Eschelbronn, Mauer, Meckesheim och Spechbach.